# Escleritis
La escleritis es una enfermedad inflamatoria grave que afecta a la capa externa blanca del ojo, conocida como esclerótica.

## Signos y síntomas
Generalmente son unilaterales y determinan un área muy localizada de inflamación, que se ve congestiva. El dolor es bastante intenso especialmente en la escleritis; con fotofobia, hiperestesia y epífora. En la epiescleritis la zona vecina al foco rojizo no presenta inflamación, mientras que la escleritis afecta zonas más extensas, generalmente un cuadrante del globo.

## Diagnóstico diferencial
La escleritis se puede presentar en enfermedades del colágeno como espondilitis anquilosante, artritis reumatoide, poliarteritis nodosa, granulomatosis de Wegener, y el  lupus eritematoso diseminado.
La epiescleritis puede ser idiopática o causada por Síndrome de Sjögren, o menos frecuentemente por las entidades mencionadas anteriormente para escleritis.
La escleritis tiene formas graves como la escleritis necrosante, la escleromalacia necrosante y la escleritis posterior, que conducen a un adelgazamiento cada vez mayor de la esclerótica, lo cual se ve como un abombamiento oscuro por la úvea que se trasluce y puede llevar a la perforación.
Una buena forma de diferenciar estas dos entidades es aplicar una gota de adrenalina al 1:1000 o fenilefrina, la cual produce una vasoconstricción de los vasos epiesclerales, pero no de los esclerales; o sea que ante una epiescleritis se notará completo blanqueamiento de los vasos, en escleritis no, entonces remitir al oftalmólogo.

## Tratamiento
La epiescleritis es una enfermedad benigna y casi siempre autolimitada en 2 semanas. Cede fácilmente con esteroides como dexametasona en colirio al 1 % cada seis horas.
El tratamiento inicial de la escleritis es AINE (antiinflamatorios no esteroideos) orales, 100 mg de flurbiprofeno 3 veces al día o 50 mg de indometacina dos veces al día; si no mejora o no tolera los AINE se pasa a prednisolona oral 40-80 mg/día.